# Oldenlandia taborensis
Oldenlandia taborensis är en måreväxtart som beskrevs av Cornelis Eliza Bertus Bremekamp. Oldenlandia taborensis ingår i släktet Oldenlandia och familjen måreväxter.
Artens utbredningsområde är Tanzania. Inga underarter finns listade i Catalogue of Life.